# Christina Aurell
Christina ”Kicki” Aurell, född Moberg 1961, är en svensk sångare som deltog i den svenska Melodifestivalen 1981 med melodin Men natten är vår. Den slutade på femte och sista plats.

## Diskografi

### Album
- 1981 – Kicki Moberg

### Singlar
- 1981 – "Leva utan dig" / "Dårskapens barn"
- 1981 – "Men natten är vår" / "Här är mitt liv"

## Melodier på Svensktoppen
- 1981 – "Men natten är vår"
- 1981 – "Leva utan dig"
- 1981 – "Välkommen farväl"